# Palm Valley (Florida)
Palm Valley è una città degli Stati Uniti d'America, classificata come CDP e situata in Florida, nella Contea di St. Johns.